# Nasibi Tahir Babai
Nasibi Tahir Babai, nato Tahir Skënderasi (Frashër, ... – 1835), è stato un mistico e poeta albanese.
Appartenente all'ordine sufi Bektashi, viene oggi venerato come santo. Fu uno dei primi autori della corrente poetica "Bejte" nonché uno dei consiglieri religiosi del potente Alì Pascià di Tepeleni.

## Biografia
Nato a Frashër (Albania), Tahir Skënderasi studiò teologia in Iran ed ebbe modo di visitare, durante la gioventù, il Medioriente (spec. Iraq ed Arabia Saudita) ove si confrontò con la locale produzione letteraria. Durante uno di questi viaggi si guadagnò il soprannome "Nasibi" (lett. "Fortunato") quando, visitando la tekke di Hajji Bektash Veli, la porta dell'edificio si aprì permettendogli l'accesso.

Tornato nella natia Albania, Skënderasi, ormai noto come sufi Nasibi Tahir Babai, fondò nel 1815 una sua tekke presso Frashër (v. Nasibî Tâhir Baba Tekke) che divenne ben presto un punto di riferimento per le attività dei sufi locali. Attivo anche a Kazza, Përmet e Leskovik (ove mise mani alla gestione della locale tekke), Nasibi Tahir entrò nelle grazie del potente Pascià di Giannina, Alì Pascià di Tepeleni, che ne fece uno dei suoi consiglieri religiosi.
La produzione letteraria di Skënderasi non è giunta sino ai giorni nostri. Sami Frashëri riporta che il sufi scrisse in lingua albanese, lingua turca e in farsi. Sotto la sua guida, le tekke di Frashër e Leskovik divennero importanti centri di studio e divulgazione letteraria.
Alla morte di Nasibi, nel 1835, il suo corpo venne tumulato in una türbe edificata accanto alla tekke di Frashër che divenne poi meta di pellegrinaggi. Suo figlio Jusuf Skënderasi gli subentrò nella gestione della tekke.